# فاسيليوس بلياتسيكاس
فاسيليوس بلياتسيكاس (باليونانية: Βασίλης Πλιάτσικας)‏ (مواليد 14 أبريل 1988 في أثينا - اليونان) لاعب كرة قدم يوناني يلعب حاليا لصالح نادي الدرجة الأولى شالكه الألماني منذ 2009 في مركز الوسط المدافع . .

## روابط خارجية
- فاسيليوس بلياتسيكاس على موقع قاعدة بيانات كرة القدم.إي يو (الإنجليزية)
- فاسيليوس بلياتسيكاس على موقع بيانات كرة القدم. دي إي (الألمانية)
- فاسيليوس بلياتسيكاس على موقع ناشيونال فوتبول تيمز (الإنجليزية)
- فاسيليوس بلياتسيكاس على موقع Soccerway.com (الإنجليزية)
- فاسيليوس بلياتسيكاس على موقع عالم كرة القدم.نت (الإنجليزية)
- فاسيليوس بلياتسيكاس على موقع كووورة
- فاسيليوس بلياتسيكاس على موقع AS.com (الإسبانية)